# 达维德·吉利

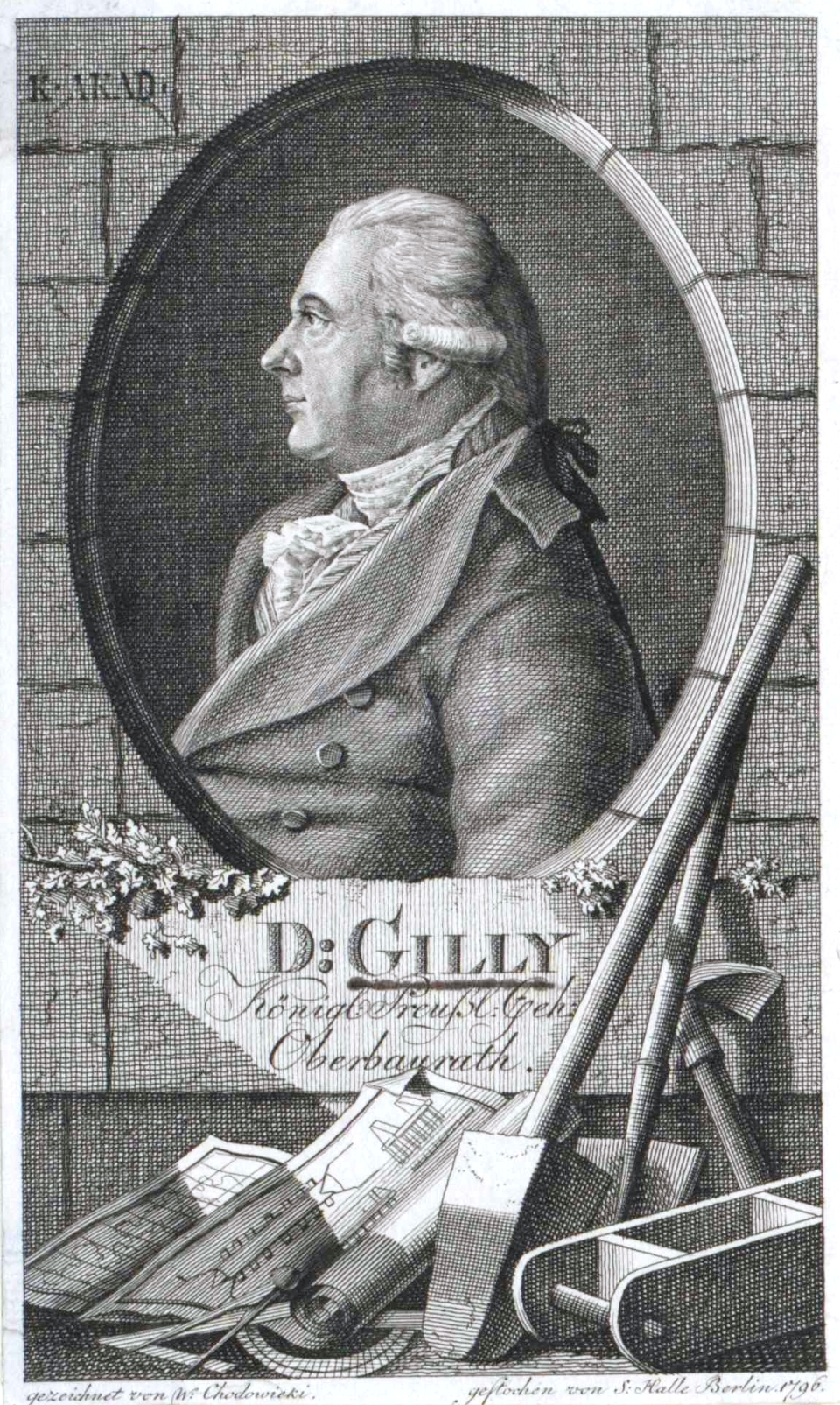
大衛·基利

达维德·吉利（德語：David Gilly，1748年1月7日—1808年5月5日），普魯士時期德意志建築師與建築家。
生于布蘭登堡施韦特，弗里德里希·吉利的父親。他著名的建築物修護案為瑪麗安堡，為德意志紀念物修護史上留下重要的一頁。並影響之後的德國古典主義者申克爾。1808年在柏林逝世。